# Línia evolutiva de Mudkip
Aquesta línia evolutiva de Pokémon inclou Mudkip, Marshtomp i Swampert.

## Mudkip
Mudkip és una de les espècies que apareixen a la franquícia Pokémon, una sèrie de videojocs, anime, mangues, llibres, cartes col·leccionables i altres mitjans que va ser inventada per Satoshi Tajiri i ha generat milers de milions de dòlars en beneficis per a Nintendo i Game Freak. És de tipus aigua i evoluciona a Marshtomp.
- Evolució: Marshtomp Nv:16

### Concepte i característiques
Mudkip, conegut com el Mud Fish Pokémon, són petits Pokémon blaus amb una gran aleta al cap que els permet intuir moviments a l'aire i l'aigua, actuant com a radar. Mentre són a l'aigua, utilitzen brànquies punxegudes a les galtes per respirar mentre fan servir la seva gran aleta per impulsar-se. Són extremadament forts, malgrat els cossos petits; són capaços d'aixecar o aixafar grans còdols. Quan dormen, s'enterren dins del sòl a la vora de l'aigua. Mudkip i els membres de la seva família evolutiva moren en pantans o altres zones humides, molt a l'interior d'illes aïllades, per la seva aversió als llacs i estanys d'aigua dolça. D'acord amb The Illustrated Encyclopedia of North American Reptiles and Amphibians, Mudkip i les seves evolucions es basen en les salamandres, encara que IGN va dir que era "com la criatura de la vida real coneguda com un mudskipper, que va inspirar tant el disseny del monstre com el seu nom".

## Marshtomp
Marshtomp és una de les espècies que apareixen a la franquícia Pokémon, una sèrie de videojocs, anime, mangues, llibres, cartes col·leccionables i altres mitjans que va ser inventada per Satoshi Tajiri i ha generat milers de milions de dòlars en beneficis per a Nintendo i Game Freak. És de tipus aigua i tipus terra. Evoluciona de Mudkip i evoluciona a Swampert.
- Evolució: Swampert Nv:36

## Swampert
Swampert és una de les espècies que apareixen a la franquícia Pokémon, una sèrie de videojocs, anime, mangues, llibres, cartes col·leccionables i altres mitjans que va ser inventada per Satoshi Tajiri i ha generat milers de milions de dòlars en beneficis per a Nintendo i Game Freak. És de tipus aigua i tipus terra i evoluciona de Marshtomp.